# Ngũ Liên Đức
Ngũ Liên Đức (^ sinh năm 1879- mất năm 1960) là bác sĩ, nhà khoa học y tế cộng đồng người Malaysia gốc Hoa, người tiên phong trong kiểm dịch và phòng chống dịch hạch, xây dựng y tế hiện đại và giáo dục y khoa, y tế công cộng và các bệnh truyền nhiễm, nổi tiếng với những đóng góp về sức khỏe cộng đồng và đặc biệt là trong Đại dịch Mãn Châu năm 1910.
Ông là người gốc Hoa đầu tiên theo học sinh viên y khoa tại Đại học Cambridge. Ông cũng là người Malaysia đầu tiên được đề cử Giải Nobel Sinh lý học hoặc Y học vào năm 1935.

## Tiểu sử
Ngũ Liên Đức còn được phiên âm là Goh Lean Tuck (tiếng Mân Nam) và Ng Leen Tuck (tiếng Quảng Đông) hay Wu Lien-teh (phiên âm hiện đại), có tên tên tự là Liên Tinh, nguyên quán Tân Ninh, Thiệu Dương, nay là Thai Sơn.
Ông sinh ngày 10 tháng 3 năm 1879 tại Penang, Mã Lai thuộc Anh (nay là Penang, Malaysia), một trong ba thị trấn Straits Settlement (hai thị trấn khác là Malacca và Singapore). Các khu vực Straits Settlement là một phần của các thuộc địa hải ngoại của Vương quốc Anh.
Cha ông là Ngũ Kỳ Học (伍祺学), một người thợ kim hoàn, nhập cư từ Đài Sơn (Trung Quốc). Mẹ là Lâm Thái Phồn (林彩繁), thuộc thế hệ thứ hai của người Khách Gia ở Malaya. Ngũ Liên Đức có 10 anh chị em.
Thuở nhỏ, Ngũ Liên Đức được cho theo học ở trường miễn phí Penang. Ông được nhận vào Emmanuel College, Cambridge vào năm 1896, sau khi giành được học bổng Queen's Scholarship. Ông có một thành tích học tập rực rỡ, giành được hầu hết các giải thưởng và học bổng.
Từ năm 1896 đến 1899, ông học tại Emmanuel College, Đại học Cambridge ở Anh để nghiên cứu các bệnh truyền nhiễm và vi khuẩn học. Từ năm 1899 đến 1902, ông được gửi vào Bệnh viện St. Mary làm thực tập sinh, trở thành thực tập sinh Trung Quốc đầu tiên của bệnh viện, sau đó tiếp tục theo học tại Liverpool School of Tropical Medicine (dưới thời Sir Ronald Ross), Viện Pasteur, Halle University, và Selangor Institute.
Sau đó, ông học ở Trường Y học Nhiệt đới Liverpool tại Vương quốc Anh, Trường Y tế thuộc Đại học Halle ở Đức và Viện Pasteur ở Pháp để thực tập và nghiên cứu. Năm 1903, ông lấy bằng tiến sĩ y khoa tại Đại học Cambridge và quay trở lại Malaysia để mở một phòng khám để nghiên cứu các bệnh nhiệt đới tại Viện Y học Kuala Lumpur.

### Gia đình
Ông trở về lại Straits Settlement vào năm 1903. Một thời gian sau đó, ông kết hôn với Hoàng Thục Quỳnh (黄淑琼). Hoàng Thục Quỳnh có chị gái là Hoàng Đoan Quỳnh (黄端琼), vợ của Lâm Văn Khanh (林文庆), chủ tịch đầu tiên của Đại học Hạ Môn, một bác sĩ đã thúc đẩy cải cách xã hội và giáo dục ở Singapore. Hai chị em là con gái của mục sư Hoa kiều Hoàng Nãi Thường (黄乃裳), một nhà lãnh đạo và nhà giáo dục cách mạng người Hoa, người đã chuyển đến khu vực này từ năm 1901 đến 1906.
Ngũ Liên Đức và gia đình chuyển đến Trung Quốc vào năm 1907. Trong thời gian ở Trung Quốc, vợ và hai trong số ba người con trai của ông đã chết.
Trong cuộc xâm lược Mãn Châu của Nhật Bản, vào tháng 11 năm 1931, Ngũ Liên Đức bị chính quyền Nhật Bản giam giữ và thẩm vấn vì nghi ngờ là gián điệp của Trung Quốc.
Năm 1937, trong thời gian Nhật chiếm đóng phần lớn Trung Quốc và lực lượng Tưởng Giới Thạch rút lui, Ngũ Liên Đức buộc phải chạy trốn, trở về Settlement để sống ở Ipoh. Ngôi nhà và bộ sưu tập sách y học cổ Trung Quốc của ông đã bị cháy rụi.
Năm 1937, ngay sau khi dự đám cưới của con trai cả Ngũ Trưởng Canh (伍长庚) tổ chức tại bệnh viện liên hiệp Bắc Kinh (北京协和医院), bà Hoàng Thục Quỳnh qua đời vì bạo bệnh. Hai người có ba con trai.
Con trai Ngũ Trưởng Canh (1906-1942) sinh ra tại Penang, lớn lên nối nghiệp của cha. Sau khi tốt nghiệp Đại học Thanh Hoa, anh đã đi du học tại Hoa Kỳ và Vương quốc Anh. Khi trở rở về Trung Quốc, anh giữ chức vụ trưởng phòng nhân khẩu y tế của Khu Y tế số 1 Peiping. Vào ngày 19 tháng 6 năm 1937, dưới sự bảo trợ của Stuart, Ngũ Trưởng Canh đã tổ chức đám cưới trong khán phòng của bệnh viện liên hiệp Bắc Kinh. Năm 1942, Ngũ Trưởng Canh mắc bệnh khi đang hướng dẫn các hoạt động chủng ngừa bệnh tả ở Bắc Kinh, và ngay sau đó qua đời tại nhà riêng ở số 51 hẻm Đông Đương Tử (东堂子胡同), Đông Thành (东城区), Bắc Kinh.
Con trai thứ hai là Ngũ Trưởng Phúc, sinh năm 1909 và chết vì bệnh viêm phổi ở tuổi 16, đã giáng một đòn mạnh vào vợ chồng ông. Con trai thứ ba là Ngũ Trưởng Minh, sinh ra ở Thiên Tân năm 1911, và mất chưa đầy sáu tháng sau khi sinh, đó là khi Ngũ Liên Đức đang chiến đấu với dịch bệnh ở vùng Đông Bắc.
Năm 1943, Ngũ Liên Đức bị những người kháng chiến cánh tả của Malaysia bắt giữ và đòi giữ tiền chuộc. Sau đó, ông suýt bị người Nhật truy tố vì ủng hộ phong trào kháng chiến bằng cách trả tiền chuộc, nhưng được một sĩ quan Nhật Bản bảo vệ.
Một thời gian sau khi chuyển đến Ipoh, ông tái hôn với bà Lý Thục Trinh (李淑贞) và có thêm bốn người con. Con gái ông là Ngũ Ngọc Linh nhận bằng tiến sĩ danh dự của Đại học Hawaii và là một nhà ngôn ngữ học.

## Sự nghiệp
Vào tháng 9 năm 1903, Ngũ Liên Đức gia nhập Viện nghiên cứu y học tại Kuala Lumpur với tư cách là sinh viên nghiên cứu đầu tiên. Tuy nhiên, không có chức vụ chuyên môn nào cho ông vì vào thời điểm đó, một hệ thống y tế hai cấp ở các thuộc địa của Anh, điều kiện chỉ có công dân Anh mới có thể giữ các vị trí cao nhất của các sĩ quan hoặc chuyên gia y tế có trình độ đầy đủ. Ông đã dành sự nghiệp y tế đầu tiên của mình để nghiên cứu beryli-beryli và giun tròn (Ascarididae) trước khi bắt đầu hành nghề tư nhân vào cuối năm 1904 tại Chulia Street, Penang.
Năm 1907, ông được mời đến Luân Đôn, Anh để tham dự Hội nghị đề xuất cấm hút thuốc phiện do tiến sĩ thần học Văn Anh Lan (文英兰) tổ chức. Cùng năm đó, ông được Viên Thế Khải, Tổng đốc Trực Lệ thời nhà Thanh mời làm hiệu phó của Trường quân y Thiên Tân.
Ngũ Liên Đức là một nhà bình luận về các vấn đề xã hội thời đó. Đầu những năm 1900, ông kết bạn với Lim Boon Keng và Song Ong Siang, một luật sư tích cực trong việc phát triển xã hội dân sự Singapore. Ông đã cùng họ biên tập tạp chí The Straits Chinese Magazine. Cùng với những người bạn của mình, ông đã thành lập Hiệp hội chống thuốc phiện ở Penang. Ông đã tổ chức một hội nghị chống thuốc phiện trên toàn quốc vào mùa xuân năm 1906 với sự tham dự của khoảng 3.000 người. Điều này đã thu hút sự chú ý của các thế lực hùng mạnh liên quan đến nguồn lợi buôn bán thuốc phiện béo bở và vào năm 1907, điều này đã dẫn đến một cuộc tra xét và sau đó phát hiện ra một ounce thuốc phiện trong phòng pha chế của Ngũ Liên Đức, và ông bị tòa kết án và bị phạt.

### Chiến đấu vớidịch hạch

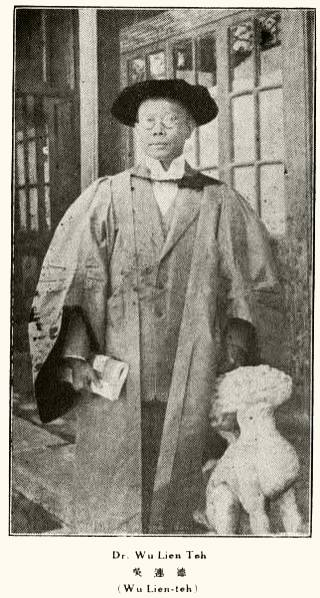
Tiến sĩ Ngô Liên Đức

Vào tháng 12 năm 1910, khi dịch hạch Đông Bắc bùng phát, triều đình nhà Thanh đã chỉ định ông làm chủ tịch phụ trách y tế của ba tỉnh ở miền đông Trung Quốc để phòng chống dịch bệnh và điều tra tại Cáp Nhĩ Tân. Vào ngày 24 tháng 12 năm 1910, ông cùng trợ lý Lâm Gia Thụy, sinh viên năm cuối của Trường Quân y, đến Cáp Nhĩ Tân, trung tâm của khu vực dịch bệnh, để lãnh đạo công tác phòng chống và kiểm soát và kiểm soát dịch trong vòng bốn tháng. Đầu năm 1911, ông thành lập viện nghiên cứu bệnh dịch hạch đầu tiên của Trung Quốc tại Cáp Nhĩ Tân. Năm 1911, ông được trao tặng danh vị tiến sĩ y khoa vì những thành tích xuất sắc của mình.
Từ ngày 3 tháng 4 đến ngày 28 tháng 4 năm 1911, "Hội nghiên cứu bệnh dịch hạch" có sự tham gia của các chuyên gia từ 11 quốc gia đã được tổ chức tại Thẩm Dương. Bác sĩ Ngô Liên Đức, giám đốc Y khoa của ba tỉnh miền Đông làm chủ trì cuộc họp. Các chuyên gia Trung Quốc và nước ngoài tại cuộc họp đề nghị chính phủ nhà Thanh thành lập các tổ chức phòng chống dịch bệnh vĩnh viễn ở ba tỉnh miền đông để ngăn chặn sự quay trở lại của bệnh dịch. Trung Quốc đã đòi lại chủ quyền đối với việc kiểm soát dịch tại các cảng biển.

### Bệnh dịch hạch viêm phổi
Vào mùa đông năm 1910, Ngũ Liên Đức đã được hướng dẫn từ cơ quan ngoại vụ của triều đình Bắc Kinh, đi đến Cáp Nhĩ Tân để điều tra một căn bệnh không xác định đã giết chết 99,9% nạn nhân. Đây là khởi đầu của đại dịch hạch viêm phổi ở Mãn Châu và Mông Cổ, cuối cùng đã cướp đi 60.000 nạn nhân.
Ngũ Liên Đức được cho là đã có thể tiến hành một cuộc giải phẫu (thường không được chấp nhận tại Trung Quốc vào thời điểm đó) đối với một phụ nữ Nhật Bản đã chết vì bệnh dịch hạch. Khi được xác nhận thông qua khám nghiệm tử thi rằng bệnh dịch hạch lây lan qua không khí, ông đã phát triển mặt nạ phẫu thuật mà ông thấy được sử dụng ở phương Tây thành những mặt nạ an toàn hơn với các lớp gạc và bông để lọc không khí. Gérald Mesny, một bác sĩ người Pháp nổi tiếng đã đến thay thế Ngũ Liên Đức đã từ chối đeo mặt nạ và sau đó đã chết vì bệnh dịch hạch. Mặt nạ được sản xuất rộng rãi, do chính Ngũ Liên Đức giám sát việc sản xuất và phân phối 60.000 mặt nạ trong một đại dịch sau này, và nó xuất hiện trong nhiều hình ảnh báo chí. Nhiều người tin rằng mặt nạ khẩu trang N95 là hậu duệ thiết kế của ông.
Ngũ Liên Đức đã khởi xướng kiểm dịch, sắp xếp cho các ngôi nhà được khử trùng và bệnh viện dịch hạch cũ bị đốt cháy và thay thế. Biện pháp mà ông nhớ nhất là yêu cầu sự trừng phạt của triều đình nhằm buộc phải hỏa táng nạn nhân bệnh dịch hạch. Những người chết không thể chôn cất do mặt đất bị đóng băng, và các thi thể chỉ có thể được xử lý bằng cách ngâm chúng trong parafin và đốt trên giàn thiêu. Việc hỏa táng các nạn nhân bị nhiễm bệnh này hóa ra là bước ngoặt của dịch bệnh; vài ngày sau khi việc hỏa táng bắt đầu, bệnh dịch hạch bắt đầu giảm và trong vài tháng, nó đã biến mất.
Ngũ Liên Đức đã chủ trì Hội nghị về bệnh dịch hạch quốc tế tại Mukden (Thẩm Dương) vào tháng 4 năm 1911, một sự kiện lịch sử có sự tham gia của các nhà khoa học từ Hoa Kỳ, Anh, Pháp, Đức, Ý, Áo-Hung, Hà Lan, Nga, Mexico và Trung Quốc. Hội nghị diễn ra trong ba tuần và có các cuộc tranh luận và thí nghiệm.
Ngũ Liên Đức sau đó đã trình bày một bài nghiên cứu về bệnh dịch hạch tại Đại hội Y khoa Quốc tế, London vào tháng 8 năm 1911 được xuất bản trên báo The Lancet cùng tháng.
Tại hội nghị về bệnh dịch hạch, các nhà dịch tễ học Danylo Zabolotny và Anna Tchourilina tuyên bố rằng họ đã tìm ra nguyên nhân ban đầu của sự bùng phát đối với những người săn thú Tarbagan đã nhiễm bệnh từ động vật. Một biểu tượng tarabagan trở thành linh vật hội nghị. Tuy nhiên, Ngũ Liên Đức đã đặt ra câu hỏi tại sao những người săn bắn marmot truyền thống không gặp phải dịch bệnh chết người trước đó. Sau đó, ông đã xuất bản một tác phẩm lập luận rằng các thợ săn người Mông Cổ và Buryat truyền thống đã thiết lập các tập quán giữ an toàn cho cộng đồng của họ và ông đổ lỗi cho những người nhập cư Sơn Đông gần đây đến khu vực này bằng cách sử dụng các phương pháp săn bắt nhiều động vật bị bệnh và tăng nguy cơ phơi nhiễm.

### Phòng chống dịch
Năm 1912, ông được chính quyền Trung Hoa Dân Quốc mời làm nhân viên y tế cho tổng thống. Trong cùng năm đó, Văn phòng phòng chống dịch bệnh Bắc Mãn và bệnh viện trực thuộc được thành lập tại Cáp Nhĩ Tân. Vào ngày 1 tháng 10 năm 1912, Văn phòng Phòng chống Dịch bệnh Beiman được thành lập. Trụ sở (bệnh viện đa khoa) được đặt tại Cáp Nhĩ Tân, ông làm giám đốc y tế. Đây là cơ quan phòng chống dịch bệnh vĩnh viễn đầu tiên ở Trung Quốc hiện đại。
Năm 1915, ông và bác sĩ Nhan Phúc Khánh (颜福庆), và những người khác đồng tài trợ cho việc thành lập Hiệp hội Y khoa Trung Quốc, số đầu tiên của "Tạp chí Y học Trung Quốc", đồng thời ông làm thư ký của Hiệp hội Y khoa Trung Quốc và biên tập viên của "Tạp chí Y học Trung Quốc".
Năm 1918, làm giám đốc Văn phòng phòng chống dịch bệnh trung ương của chính quyền thành phố Bắc Kinh và chủ tịch bệnh viện trung ương Bắc Kinh (nay là Bệnh viện nhân dân của Đại học Bắc Kinh). Bệnh viện Trung ương Bắc Kinh được thành lập bởi Ngô Liên Đức. Ngoại trừ nguồn tài trợ từ Bộ Tài chính của Chính phủ Bắc Kinh, hầu hết các quỹ đều được huy động. Địa điểm này trong chợ Phụ Chính (阜成市场), nằm trên đường Phụ Chính Môn (阜成门内大街), hiện là trụ sở của Bệnh viện Nhân dân Đại học Bắc Kinh, khánh thành vào ngày 27 tháng 1 năm 1918, Ngô Liên Đức trở thành hiệu trưởng đầu tiên. Vào tháng 1 năm 1919, ông tới Thượng Hải để giám sát việc đốt thuốc phiện thay mặt Bộ Ngoại giao của Chính phủ Bắc Kinh. Ông đã nhận được bằng tiến sĩ danh dự từ Đại học St. John's Thượng Hải, Đại học Hồng Kông, Đại học Y Tokyo, Nhật Bản, thành viên danh dự của Viện Hàn lâm Khoa học Liên Xô và là thành viên nước ngoài của Hiệp hội Vi sinh học Liên Xô.
Ngô Liên Đức liên tiếp lãnh đạo công tác phòng chống dịch bệnh, kiểm soát bệnh dịch hạch năm 1917, dịch tả Cáp Nhĩ Tân năm 1919, bệnh dịch hạch Đông Bắc Trung Quốc năm 1920 và dịch tả Thượng Hải năm 1932. Năm 1922, được tướng Trương Tác Lâm ủy quyền thành lập Bệnh viện Quân đội Đông Bắc tại Thẩm Dương.
Vào ngày 9 tháng 9 năm 1926, Trường Cao đẳng Y tế Tân Giang (tiền thân của Đại học Y Cáp Nhĩ Tân) được thành lập và làm hiệu trưởng đầu tiên. Đây là trường đại học y khoa đầu tiên do người Trung Quốc điều hành ở Đông Bắc Trung Quốc. Năm 1927, ông được bổ nhiệm làm thành viên người Trung Quốc trong ban Y tế (卫生处) của Hội Quốc Liên và được trao danh hiệu Chuyên gia về bệnh dịch hạch.
Với sự vận động và thúc đẩy ông, vào cuối năm 1929, Trung Quốc đã đạt được thỏa thuận với ban Y tế của Hội Quốc Liên, đòi lại chủ quyền kiểm dịch của bến cảng và thành lập Văn phòng quản lý kiểm dịch cảng biển quốc gia ở Thượng Hải vào tháng 7 năm 1930, bổ nhiệm ông làm giám đốc đầu tiên. và là giám đốc kiểm dịch Thượng Hải cảng. Sau sự cố ngày 18 tháng 9 năm 1931, ông đã từ chức tại Đông Bắc. Trong thời gian này, ông bị quân đội Nhật buộc tội là gián điệp, bị giam giữ tại Thẩm Dương và sau đó được lãnh sự Anh bảo lãnh và về phía nam đến Thượng Hải để làm giám đốc kiểm dịch quốc gia. Vào tháng 4 năm 1937, ông là chủ tịch của Hiệp hội Y tế Công cộng của Hiệp hội Y khoa Trung Quốc.

### Sự nghiệp cuối đời
Năm 1912, Ngũ Liên Đức trở thành giám đốc đầu tiên của Cơ quan bệnh dịch hạch Mãn Châu. Ông là thành viên sáng lập và chủ tịch đầu tiên của Hiệp hội Y khoa Trung Quốc (1916-1920). Ông lãnh đạo các nỗ lực chống lại đại dịch tả 1920-1921 ở Đông bắc Trung Quốc.
Năm 1929, ông được Cheah Cheang Lim, cùng với Wu Lai Hsi, Robert Lim Kho Seng, và Lim Chong Eang bổ nhiệm làm ủy viên của 'Câu lạc bộ Nanyang' ở Penang. 'Câu lạc bộ Nanyang', một ngôi nhà cổ ở Bắc Bình, đã cung cấp chỗ ở thuận tiện cho những người bạn Hoa kiều.
Thập niện 1930, ông trở thành giám đốc đầu tiên của Cơ quan kiểm dịch quốc gia.
Khoảng năm 1939, Ngũ Liên Đức quay trở lại Malaya và tiếp tục làm bác sĩ đa khoa ở Ipoh.
Ông thu thập quyên góp để thành lập Thư viện Perak (nay là Thư viện Tun Razak) tại Ipoh, một thư viện công cộng miễn phí và tặng sách cho Thư viện thành phố Thượng Hải và Đại học Hồng Kông.
Wu là một quan chức bậc 2 và có chân trong các ủy ban cố vấn cho Hội Quốc Liên. Ông đã được trao giải thưởng của Sa hoàng Nga và Tổng thống Pháp, và được trao bằng danh dự của Đại học Johns Hopkins, Đại học Bắc Kinh, Đại học Hồng Kông và Đại học Tōkyō.

## Đề cử giải thưởng Nobel
Năm 1935, ông được đề cử giải thưởng Nobel về sinh lý học hoặc y học cho công trình nghiên cứu về bệnh dịch hạch viêm phổi, đặc biệt là việc phát hiện ra vai trò của loài Marmota trong việc truyền bệnh. Thời gian bảo mật của các ứng cử viên đoạt giải Nobel là 50 năm và tin tức chỉ được tiết lộ trên trang web của Quỹ Nobel năm 2007. Mặc dù ông là một người di cư Anh vào thời điểm đó, trong danh sách ứng cử viên giải thưởng Nobel, cột "Quốc gia" trong đó ghi Trung Quốc. Ngô Liên Đức là ứng cử viên giải thưởng Nobel đầu tiên người Trung Quốc.

## Qua đời
Ngũ Liên Đức hành nghề y cho đến khi qua đời ở tuổi 80. Ông đã mua một ngôi nhà mới ở Penang để nghỉ hưu và vừa hoàn thành cuốn tự truyện dài 667 trang của mình, Bệnh dịch hạch, cuốn tự truyện của một bác sĩ Trung Hoa hiện đại (Plague Fighter, the Autobiography of a Modern Chinese Physician). Ngày 21 tháng 1 năm 1960, ông qua đời vì đột quỵ khi đang ở nhà riêng tại Penang.
Một con đường mang tên Ngũ Liên Đức có thể được tìm thấy ở Ipoh Garden South, một khu dân cư trung lưu ở Ipoh. Ở Penang, một con đường riêng có tên Taman Wu Lien Teh nằm gần Trường Tự do Penang. Trong ngôi trường đó, trường cũ của ông, một ngôi nhà đã được đặt theo tên ông. Có một hội bác sĩ Wu Lien-teh, Penang.
Bộ sưu tập Wu Lien-teh, bao gồm 20.000 cuốn sách, được Ngũ Liên Đức tặng cho Đại học Nanyang, sau này trở thành một phần của Đại học Quốc gia Singapore.
Bảo tàng nghệ thuật của Đại học Malaya có một bộ tranh của ông.
Năm 1995, con gái của Wu, Tiến sĩ Yu-lin Wu, đã xuất bản một cuốn sách về cha cô, Memories of Dr. Wu Lien-teh, Plague Fighter. 
Năm 2015, Viện Ngũ Liên Đức đã khai trương tại Đại học Y Cáp Nhĩ Tân. Năm 2019, The Lancet đã ra mắt Giải thưởng Wakley-Wu Lien Teh hàng năm để vinh danh Ngũ Liên Đức và biên tập viên sáng lập của ấn phẩm, Thomas Wakley.
Bác sĩ Ngũ Liên Đức được coi là người đầu tiên hiện đại hóa các dịch vụ y tế và giáo dục y tế của Trung Quốc. Tại Đại học Y Cáp Nhĩ Tân, những bức tượng bằng đồng của ông tưởng niệm những đóng góp của ông cho sức khỏe cộng đồng, y tế dự phòng và giáo dục y tế.
Trong đợt bùng phát bệnh coronavirus năm 2019, một số học giả cho rằng công việc của Ngũ Liên Đức có liên quan đương thời với lĩnh vực dịch tễ học.